# Yang Shou-chung
Pour les articles homonymes, voir Yáng (楊).
Yang Shou-chung ou Yang Shouzhong, né Yang Zhenming (1910-1985), était le fils aîné de Yang Chengfu. Il fut un maître de Tai Chi influent qui perpétua l'héritage de son père.

## Biographie
Yang Shou-chung commença l'apprentissage du style familial de Tai Chi à l'âge de huit ans. Six ans plus tard, il assistait son père et à 19 ans il formait déjà des représentants du gouvernement dans toute la Chine. En 1949, il s'exila à Hong Kong où il resta jusqu'à la fin de sa vie, donnant des cours particulier à l'extérieur de son domicile situé sur Lockhart Road dans l'Île de Hong Kong.
Il nomma en tout et pour tout trois disciples : Ip Tai Tak (premier disciple), Chu Gin Soon (2e disciple) et Chu King Hung (3e disciple). L'héritage de Yang Shou-Chung fut également perpétué par ses trois filles demeurées à Hong Kong : Tai Yee, Ma Lee et Yee Li.